# Найд, Сильвия
Си́львия Не́йд (нем. Silvia Neid; род. 2 мая 1964[…], Вальдюрн) — немецкая футболистка, выступавшая на позиции полузащитника, главный тренер национальной сборной Германии в 2005—2016 годах. Вице-чемпион мира (1995), трёхратный чемпион Европы (1989, 1991 и 1995), семикратный чемпион немецкой Бундеслиги, шестикратный обладатель кубка Германии, дважды лучший тренер года по версии ФИФА. Кавалер ордена «За заслуги перед Федеративной Республикой Германия».

## Карьера

### Клубная
Карьера Сильвии Нейд началась в футбольном клубе «СВ Шлиерстадт», позже переименованном в «Клинге». В 1983 году она перешла в «Бергиш-Гладбах», а в 1985 — в ЖФК «Шпортфройнде (Зиген)». За время клубной карьеры стала семикратным чемпионом немецкой Бундеслиги (1983/84, 1986/87, 1989/90, 1990/91, 1991/92, 1993/94 и 1995/96) и шестикратным обладателем кубка Германии (1983/84, 1985/86, 1986/87, 1987/88, 1988/89 и 1992/93). В 1996 году завершила карьеру профессионального игрока и занялась тренерской работой.

### В сборной
Первый матч в футболке национальной сборной Найд провела 10 ноября 1982 года против Швейцарии. Найд вышла на поле на 41-й минуте и забила два гола. В составе сборной становилась вице-чемпионом мира (1995) и трёхратным чемпионом Европы (1989, 1991 и 2005). По итогам Чемпионата Европы 1991 года стала «золотым игроком» турнира. Последний матч в составе сборной провела на Олимпийских играх 1996 в матче против Бразилии.

### Тренерская
Найд стала главным тренером женской сборной Германии 20 июня 2005 года. За время своей работы привела сборную к титулам чемпиона мира (2007), чемпиона Европы (2009, 2013). Дважды, в 2010 и 2013 годах признавалась лучшим тренером женских команд по версии ФИФА. Покинула пост главного тренера после победы на Олимпийском турнире 2016 в Рио-де-Женейро.

## Достижения

### В качестве игрока

#### Клубные
«Бергиш-Гладбах»
- Чемпионат Германии: победитель 1983/84
- Кубок Германии: победитель 1983/84

«Зиген»
- Чемпионат Германии: победитель (6) 1986/87, 1989/90, 1990/91, 1991/92, 1993/94, 1995/96
- Кубок Германии: победитель (5) 1985/86, 1986/87, 1987/88, 1988/89, 1992/93

#### В сборной
- Чемпионат мира: серебряный призёр 1995
- Чемпионат Европы: победитель (3) 1989, 1991, 1995

### В качестве тренера

#### Женская сборная Германии
- Чемпионат мира: победитель 2007
- Чемпионат Европы: победитель (2) 2009, 2013
- Олимпийские игры: победитель 2016
- Кубок Алгарве: победитель (3) 2006, 2012, 2014
- Чемпионат мира по футболу среди девушек до 20 лет: победитель 2004
- Чемпионат Европы по футболу среди девушек до 19 лет: победитель (3) 2000, 2001, 2002

### Индивидуальные
- Кавалерский крест ордена «За заслуги перед Федеративной Республикой Германия»[3]
- Серебряный лавровый лист[8]
- Орден «За заслуги перед землёй Баден-Вюртемберг»[9]
- Орден «За заслуги перед землёй Северный Рейн-Вестфалия»[10]
- «Золотой игрок» чемпионата Европы 1991[6]
- Лучший тренер года по версии ФИФА: 2010, 2013